# Apterosperma oblata
Apterosperma oblata är en tvåhjärtbladig växtart som beskrevs av Ho Tseng Chang. Apterosperma oblata ingår i släktet Apterosperma och familjen Theaceae. Inga underarter finns listade i Catalogue of Life.